# Mayme Gehrue
Mayme Gehrue (nacida c. 1880, fallecida después de mayo de 1929) fue una actriz y bailarina estadounidense en teatro musical, vodevil, y películas mudas.

## Primeros años
Gehrue nació en Louisville, Kentucky. A menudo se da la fecha de 1883 como su año de nacimiento, pero es cuestionable, teniendo en cuenta que ya estaba de gira en espectáculos a mediados de la década de 1890. De adolescente, formó parte de un grupo de baile itinerante junto a su hermana Daisy Gehrue, antes de que Daisy se casara.

## Carrera

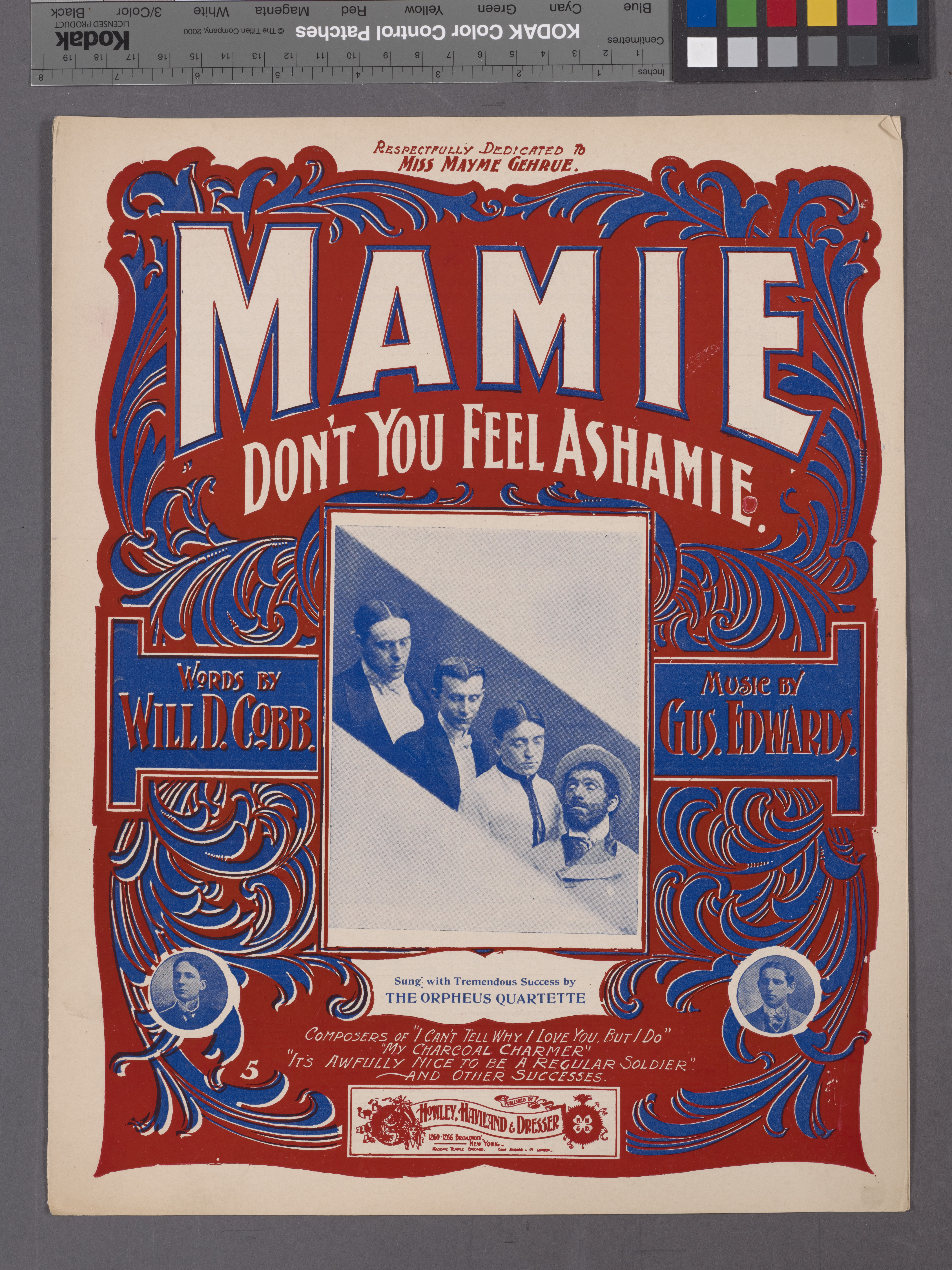
Partitura de una canción dedicada a Mayme Gehrue, de la colección de la Biblioteca Pública de Nueva York.

Gehrue apareció en Broadway en Little Red Riding Hood (1900), The Casino Girl (1900), Nell-Go-In (1900), The Giddy Throng (1901), The King's Carnival (1901), Hoity Toity (1901–1902), Lovers and Lunatics (1906), The Deacon and the Lady (1910), y The Opera Ball (1912). También realizó giras con The Ford Dancers, como "the Yama-Yama Girl" en Three Twins (1910–1911), y en Topsy and Eva (1923), en Three Twins (1910–1911), y en Topsy and Eva (1923), una comedia musical basada en Uncle Tom's Cabin. Actuó con frecuencia en escenarios de vodevil hasta bien entrados los años veinte, tanto en Estados Unidos como en el extranjero, incluida una gira por Australia; "hoy en día es reconocida como una de las comediantes y bailarinas más destacadas de Estados Unidos," señalaba un informe de 1909.
Gehrue apareció en dos películas mudas, The Fable of the Galloping Pilgrim Who Kept on Galloping (1915, short) and Above the Abyss (1915). Escribió la letra de varias canciones de la época de la Primera Guerra Mundial, entre ellas "I'm Leaving France for my Old Kentucky Home", "I Wish to Wed a Sammy", "Military Band", "The Man of the Hour", "Dear Little Jessamine", "Over in Spain", y "Back Down South", todas con música de Victor Hammond.

## Vida personal
Gehrue recomendaba tomar suero de leche, comer carne y no usar corsés para tener un físico saludable. Se casó y se divorció de su compañero de baile de vodevil Johnny Ford (que más tarde se casó y se divorció de la estrella de vodevil Eva Tanguay).